# AOR (performance)
AOR fue una interpretación musical del compositor y músico francés Jean Michel Jarre.
Jarre se convirtió en el músico más joven en interpretar uno de sus primeros trabajos en la Ópera de París. Este evento tuvo lugar en la reapertura de la ópera el 21 de octubre de 1971. La reapertura consistió en tres ballets; el primero y el tercero eran de música clásica, AOR — la segunda pieza— fue una composición totalmente de música electrónica. Esta ocasión fue la primera vez en donde se incluía este naciente género en la música contemporánea de aquella época y uno de los momentos más cruciales en el desarrollo de este estilo musical, y más aún, el peculiar estilo de Jarre.
Para la presentación, Jarre se vio obligado a pintar algunos de sus equipos, principalmente los altavoces de sus sintetizadores para combinar con la decoración de la casa de ópera. Allí fue intérprete conjuntamente con el Ballet de Ópera de París, el coreógrafo Norbert Schmucki y el músico Igor Wakhévitch, quien colaboró en la composición de la música.
Jarre compuso la música para dos ballets adicionales; estos eran Le Labyrinthe (1972) y Dorian (a pas de deux) (1973).
En 2002 la pieza AOR fue interpretada nuevamente por Jarre ante 100 invitados en el festival musical Primavera de Bourges en Francia. La adaptación fue titulada como Metallic Souvenir. Finalmente, esta y todas las nuevas composiciones para este festival, quedaron plasmadas en el álbum en vivo Live Printemps De Bourges 2002 publicado en 2006, disponible exclusivamente en iTunes en formato AAC.
- Datos: Q4653158